# Sunset (Utah)
Sunset je město v okresu Davis County ve státě Utah ve Spojených státech amerických. K roku 2000 zde žilo 5 204 obyvatel. S celkovou rozlohou 3,8 km² byla hustota zalidnění 1 363,8 obyvatel na km².